# 硝酸鉛(II)

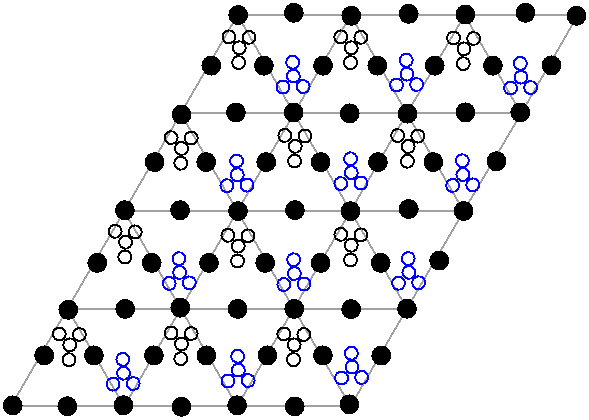
面の結晶構造

硝酸鉛(II) （しょうさんなまり に、lead(II) nitrate）とは鉛の硝酸塩である。化学式はPb(NO3)2、
分子量 331.2、CAS登録番号 10099-74-8、PRTR法の規制対象物質である。
15世紀にはドイツの錬金術師アンドレウス・リバヴィウスによる記述が見られ、"plumb dulcis" と名づけられていた。初めて一般に販売されたのは1943年のアメリカ合衆国においてであった。
鉛の塩は一般的に水に溶けにくいが、硝酸鉛(II) は酢酸鉛(II) と同様に水溶性が高く、無電解めっき液の安定剤として使用される。またフェリシアン化物を検出する純度試験の際に硝酸鉛溶液が試薬の一部として用いられる。黄鉛の原料の一つでもある。

## 性質
加熱すると軋轢音（パチパチという音）を伴って分解し、酸化鉛(II) になる。この性質はしばしば花火などの火工術に応用される。
硝酸鉛(II) とヨウ化カリウムの溶液は共に無色透明だが、これらを混ぜ合わせるとヨウ化鉛(II) の明るい黄色の沈殿が生じる。この反応は見映えが良いので、しばしば沈殿現象を説明するための演示実験に用いられる。
{\displaystyle {\ce {Pb(NO3)2(aq)\ + 2KI(aq) -> PbI2(s)\ + 2KNO3(aq)}}}
他の鉛塩と異なり硝酸鉛(II) は水に溶けやすいため、不溶性の鉛塩を合成する際の良い原料となる。{\displaystyle {\ce {Pb(NO3)OH}}} や {\displaystyle {\ce {Pb3O(OH)2(NO3)2}}} のような塩基性塩を形成することが知られている。

## 調製
金属鉛か酸化鉛(II)を加熱して硝酸に溶かすと得られる。また、熱水からの再結晶化も行なわれる。工業規模での合成法は知られていない。
{\displaystyle {\ce {Pb\ + 8HNO3 -> 3Pb(NO3)2\ + 2NO\ + 4H2O}}}
{\displaystyle {\ce {PbO\ + 2HNO3 -> Pb(NO3)2\ + H2O}}}

## 用途
マッチ、あるいはアジ化鉛のような特殊な爆発物の製造、更紗を染色する際の媒染剤、他の鉛化合物の合成原料、ナイロンやポリエステルの熱安定化剤、感熱紙の被覆剤、殺鼠剤に使われる。
金の青化法（抽出法の一種）で浸出（リーチング）を行う過程に用いると速さと収率の向上が見られ、特に部分的に酸化された鉱石に対して著しい効果を発揮するとされる。

## 安全性
金属状の鉛や硫化鉛など不溶性の塩は特に危険ではないとされるが、可溶性の塩化鉛(II) や易溶性の硝酸鉛(II) は鉛中毒を引き起こす可能性がある。中毒症状には腸機能不全、腹腔部の強い痛みと食欲減退、悪心、嘔吐、急激な腹痛が挙げられる。硝酸鉛(II) の使用前･使用中には適切な注意と取り扱いを心がけなければならない。